# Eulachus semifuliginosus
Eulachus semifuliginosus là một loài bọ cánh cứng trong họ Zopheridae. Loài này được Chevrolat miêu tả khoa học năm 1864.